# Xã Frazer, Quận Allegheny, Pennsylvania
Xã Frazer (tiếng Anh: Frazer Township) là một xã thuộc quận Allegheny, tiểu bang Pennsylvania, Hoa Kỳ. Năm 2010, dân số của xã này là 1.157 người.